# Roy Helge Olsen
Roy Helge Olsen (Kristiansand, 19 gennaio 1965) è un ex arbitro di calcio norvegese.

## Carriera
Ha iniziato la sua carriera di arbitro nel 1979 ed è stato internazionale dal 1992 al 2002. Ha diretto 28 incontri di UEFA Champions League.
Ha arbitrato la finale di Coppa di Norvegia del 1991 tra Strømsgodset e Rosenborg e quella del 1997 tra Strømsgodset e Vålerenga.
Inoltre nel 1993 ha arbitrato alcune partite dell'Europeo Under-18 in Inghilterra. 
Nello stesso anno ha vinto il Premio Kniksen come miglior arbitro norvegese.